# بییاسکسمیر
بییاسکسمیر (به اسپانیایی: Villasexmir) یک شهرستان در اسپانیا است که در استان وایادولید واقع شده‌است.